# Falsterbo

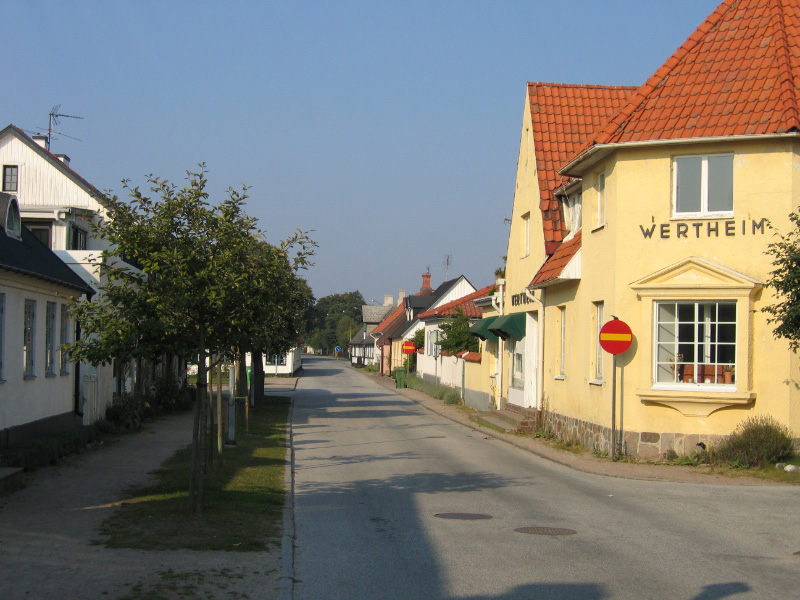
Parte antigua de Falsterbo.

Falsterbo se localiza en el extremo suroeste de Suecia, en la Provincia de Escania. Es parte de Skanör med Falsterbo, una de las ciudades históricas de Suecia. Falsterbo es mayormente conocida como destino turístico donde la gente llega para pasar sus vacaciones de verano.
Falsterbo se conoce también por uno de los mejores atractivos en Europa – el Club de Golf Falsterbo.
Los observadores de aves encuentran la península de Falsterbo muy interesante dado que las aves tienden a descansar allí antes y después del viaje a través de las aguas que la separan de Alemania, Polonia o Dinamarca.
Otra atracción en Falsterbo es el Gran Premio de Salto Ecuestre Internacional (parte de la Exhibición de Caballos de Falsterbo) que se celebra anualmente en julio.
Falsterbo es ampliamente conocida por las playas de arena muy blanca y sus oportunidades adecuadas para el baño en familia.
La ciudad disfrutó de privilegios comerciales con la Liga Hanseática. que estableció una factoría en ella y organizaba un mercado anual del arenque.